# Dactylorhiza paridaeniana
Dactylorhiza paridaeniana är en orkidéart som beskrevs av Carolus Adrianus Johannes Kreutz. Dactylorhiza paridaeniana ingår i Handnyckelsläktet som ingår i familjen orkidéer. Inga underarter finns listade i Catalogue of Life.